# Catalina Palacios
Catalina Isabel Palacios Galindo (Santiago, 16 de febrero de 1980) es una actriz, cantante y presentadora de televisión chilena. 
Se dio a conocer como parte del elenco del programa juvenil Mekano de Mega, el que dejó en 2004 para asumir como rostro principal del área infantil del canal, conduciendo el programa Zoolo TV. En ese rol actuó en dos series, siendo Magi-K su trabajo más conocido como actriz; y editó su primer disco Eclipse. 
En 2007, se integró a Chilevisión para conducir el programa juvenil Yingo, donde estuvo por cuatro años, además de actuar en dos series juveniles del canal y publicó su segundo álbum bajo el nombre de Kata, en él se desprenden los sencillos "Regresarás" y "Cierra la puerta".
Actualmente, ya alejada de la televisión, se dedica a la música de manera independiente.

## Carrera

### 2000-2006
Catalina dio sus inicios en la televisión cuando era muy pequeña en el programa infantil Club Disney. Al pasar los años participa en un concurso de talentos del programa Morandé con Compañía y en el concurso de dobles de la cantante estadounidense Britney Spears en Venga conmigo. Después formó parte del staff del programa juvenil Mekano en el mismo canal Mega, llamado el "Tema Mekano"; este programa era conocido porque sus miembros ventilaban su vida privada y se movían bastante ligeros de ropa, mas ella mantuvo un bajo perfil y jamás mostró más de la cuenta. Catalina, junto a otros integrantes, se resistió a ventilar problemas privados en el programa. Sobre estos contenidos del programa Mekano ella se refirió a esta situación diciendo «la TV es una fantasía, mientras estamos frente a las cámaras jugamos, y cuando se apagan, empieza la vida de cada uno»; y sobre el ventilar problemas al aire: «No lo hice, no porque sea malo, sino porque no me nacía hacerlo». En este programa estuvo un año, durante el cual estudió animación y locución en la Escuela de Locutores de Chile, se retiró debido a que sabía que no la dejarían animar y a que la carrera de bailarina la considera muy corta. Gracias a esto le ofrecieron conducir Cuento contigo junto a Eduardo Fuentes.
Estuvo durante un mes fuera de la televisión hasta que la llamaron para el casting de Zoolo TV, donde sería su nueva presentadora de este programa que representaba la franja infantil de MEGA, ya que el canal quiso cambiar el formato sacando a su conductor oficial y tomando su puesto Catalina como animadora, quien ya había trabajado en el programa junto a él durante 2003 en un segmento del programa llamado la Zoo Generación. Así, con su llegada, Zoolo TV cambió su formato completamente. De ese programa, nació la serie juvenil y musical del canal, BKN; donde fue parte del elenco entre la primera y cuarta temporada, allí interpretó a Rocío, prima de Gabriela "Gaby" Ferrada, personaje interpretado por la también actriz Camila López. El programa en general tuvo buena sintonía y a Palacios, por su parte, se le comparaba con la presentadora brasileña Xuxa, por su notable cercanía con el público infantil.
Después pasaría a coanimar el programa de conocimientos y curiosidades sobre los animales llamado Entretemundo, junto a Iván Arenas. También participó en campañas como la Teletón.  
Por mediados del año siguiente, Catalina protagonizó otra producción para niños también para este mismo canal y que la dio a conocer como actriz en su natal Chile, la serie Magi-K; producción chilena que fue ganadora, junto con otras 17 producciones, el Fondo Concursable del Consejo Nacional de Televisión. Allí, en esa serie, compartió escenas con Sebastián Dahm, Guilherme Sepúlveda, Mónica Aguirre y la cantante Sabina Odone, con ésta última interpretaron la canción principal homónima que, además, fue incluida en su banda sonora en donde ella también participó con el tema «Si vienes a mí». Fue así como su pasión por la música la llevó a estudiar canto en la Academia del reconocido cantante y conductor de televisión Luis Jara. 
En ese mismo año, comenzó a grabar su primer álbum de estudio, titulado Eclipse en conjunto con su hasta entonces banda Catarsis, en el álbum Catalina fue partícipe como compositora en algunos de los temas y su lanzamiento fue realizado el 3 de septiembre de 2006 y solo tuvo un único sencillo promocional llamado «Sobre la luna».

### 2007-2008

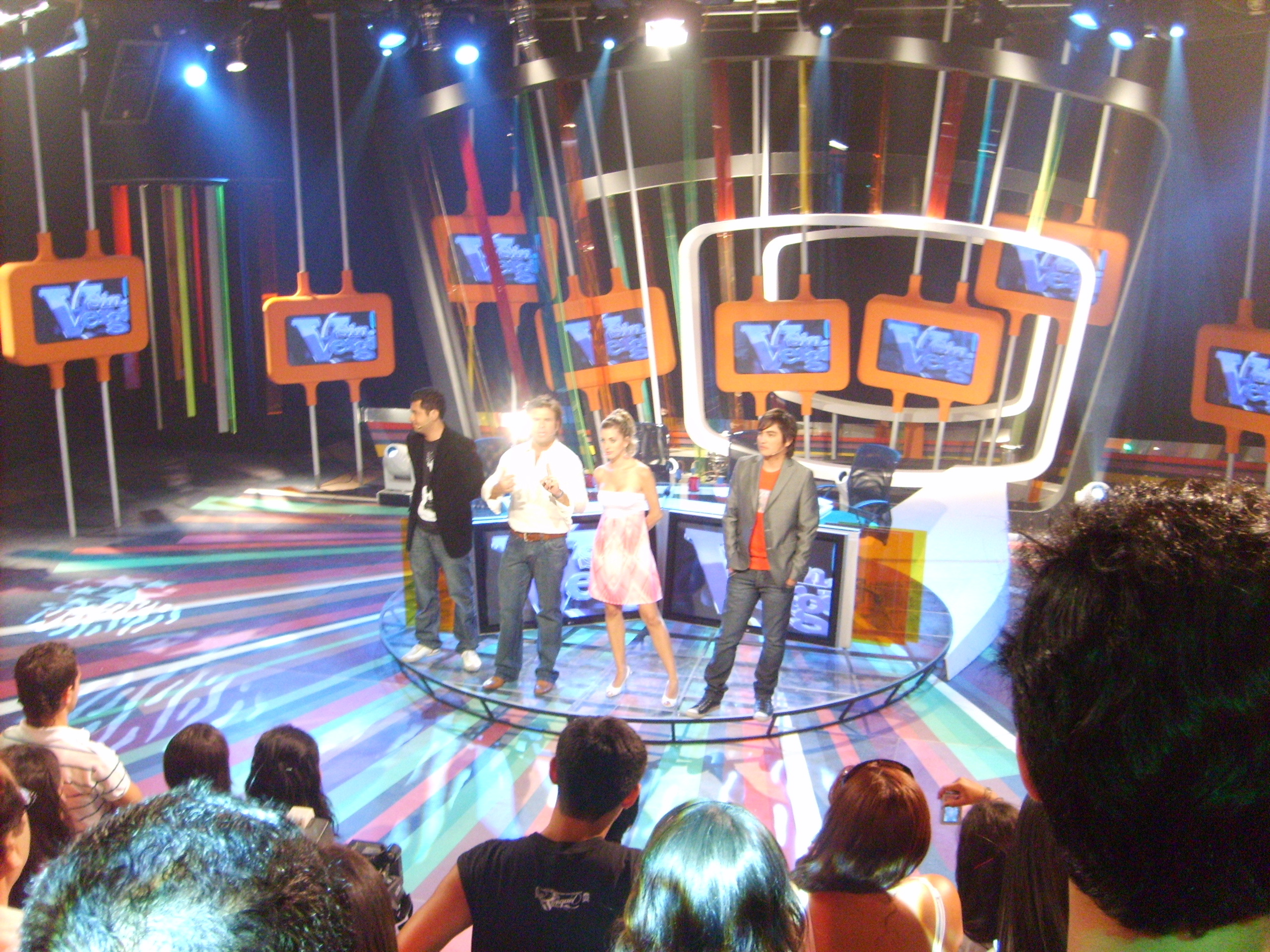
Catalina en el set del programa Sin vergüenza durante una de sus emisiones.

En el 2007 Catalina Palacios retornó al programa Mekano para un edición especial de despedida debido al término de este. Posteriormente, participó en la tercera temporada del programa de Televisión Nacional de Chile, El baile en TVN y más tarde, Chilevisión comenzó a armar un programa juvenil junto al director Álex Hernández, quien había estado a cargo del programa Mekano en MEGA, fue así como grabaron el piloto del programa llamado Yingo, en junio de 2007, estando en la animación junto al modelo pascuense Hotuiti Teao. El programa apareció finalmente al aire en noviembre de 2007, donde posteriormente compartió la animación con Mario Velasco y Karol Lucero.
Durante el verano de 2008, Chilevisión estrenó el programa Sin vergüenza, coanimado por Ignacio Gutiérrez, y con Sergio Freire como panelista y además ganó dos premios TV-Grama por Mejor animadora juvenil y Mejor programa juvenil por Yingo.

### 2009-2010

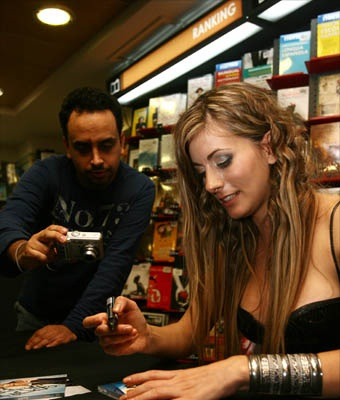
Catalina en el lanzamiento de su álbum Kata (2010).

En 2009 fue escogida para coanimar junto a Leo Caprile una de las noches en el Festival del Huaso de Olmué. El 26 de enero, lanzó al mercado musical, su primer sencillo en tres años, titulado «Regresarás», el que sirvió como adelanto de su segundo álbum de estudio que llevaría por nombre Kata. La canción se convirtió hasta la fecha, en su mayor éxito comercial. Cuatro meses después, el 18 de mayo, lanza la canción «Cierra la puerta» como el segundo sencillo del álbum, el que además contó con un video musical. Gracias a ello, estuvo nominada en los premios Los 40 Principales en la categoría Mejor grupo o solista de Chile.
El 6 de marzo de 2010 participó del evento Chile ayuda a Chile el cual estaba destinado a reunir fondos para los damnificados del terremoto de Chile, en ese evento participó de la canción «Solo le pido a Dios» casi en el cierre de la jornada junto a otros artistas chilenos como Leo Rey, Nicole y Mario Guerrero. Durante ese año se pública «Ya no quiero verte», tercer y último sencillo de su segundo álbum, el cual no tuvo mayor éxito comercial y solo alcanzó el puesto 93 en la lista de sencillos más vendidos en Chile. Finalmente, el 1 de agosto se pone a la venta digital y física, su tan esperado segundo álbum de estudio, Kata, el que debutó y alcanzó el número cuarenta en Chile, que además este nombre lo lleva como su nombre artístico. En septiembre regresó a la actuación participando de la serie juvenil de Yingo, Don Diablo, interpretando el papel del ángel Blanca.
A fines de 2010 dio a conocer el primer antecedente de su tercer álbum de estudio en una entrevista a Terra.cl, dónde dijo: «A pesar de todo lo que he hecho y en lo que estoy trabajando, que es muy duro, igual sigo pensando en lo que viene y tengo planeado hacer otro disco sí o sí».

### 2011-2012
En febrero de 2011, participó como anfitriona del backstage del LII Festival Internacional de la Canción de Viña del Mar. Luego participó en el estelar Fiebre de baile en Chilevisión. En abril participó como antagonista con el papel de la malvada vampira Tábata Romanov en la serie juvenil Vampiras, que al igual que su anterior, forma parte del programa Yingo. En octubre de 2011, luego de rumores se confirmó oficialmente su salida de Yingo, programa en el que estuvo por casi cuatro años en el mando de la conducción. Tras la salida comentó: "`Yingo´ fue mi casa cuatro años, es como un hijo de alguna manera para mí, estuve desde la creación en el programa, los quiero mucho a todos, tengo los mejores recuerdos y todos han sido muy especiales e importantes… de verdad que ha sido un tremendo aporte en mi carrera y un crecimiento”. Con ello, luego de unos meses de negociaciones, firmó contrato en el equipo de Tu cara me suena, programa perteneciente al canal chileno Mega, donde participó de manera estable, hasta su eliminación, otorgándole el quinto lugar.
Más tarde apareció en la revista 13/20, donde entregó más antecedentes de la producción de su tercer álbum diciendo «Es pop dance. Tiene baladas, pero siempre como en R&B y que tenga un dejo de lo que me gusta. Y, al igual que el anterior, estoy partiendo sola trabajando en él, pero ya he tenido contacto con gente de un sello y hasta alguien de México que se ha interesado en mi trabajo, así que ahí vamos a ver que pasa, aunque por el momento son solo conversaciones informales.». En diciembre de 2011, fue invitada al programa Mentiras verdaderas donde confirmó que se encontraba grabando el video de su primer sencillo «Paradise», que hizo su estreno radial de manera exclusiva el miércoles 25 de abril de 2012, por la emisora Los 40 Principales. El 4 de junio de 2012, regresó a Yingo luego de haber dejado el espacio pero como invitada especial a presentar su nuevo sencillo «Paradise». También en el mismo mes, dio inicio a su primera gira nacional producida por CafeinaMedia, la cual lleva por nombre Catalina Palacios Tour 2012, y que tuvo el fin de promover su próximo tercer álbum de estudio.

### 2013-presente

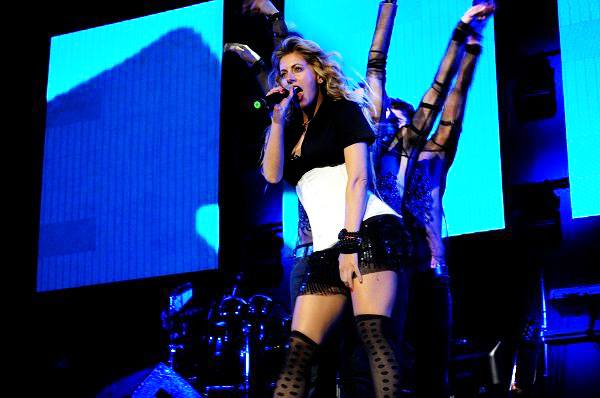
Cata Palacios intérpretando el sencillo «Paradise» durante un concierto de 2012.

En enero de 2013 estrenó el video musical del sencillo «Paradise» y se confirmó el lanzamiento del sencillo «Baby». En declaraciones sobre su nuevo material discográfico, comentó: «En esta era digital ya no hay que apurarse tanto para lanzar un disco, por eso prefiero ir con calma. Lo tengo casi listo y lo voy a lanzar muy pronto», dijo. Durante los tres meses siguientes, realiza un viaje a Europa con el fin de internacionalizar su carrera musical. Tras su regreso, comentó al sitio Glamorama.cl: «Me encanta la música, me encanta cantar, es una carrera que estoy desarrollando fuerte y si la quiero exportar debo esforzarme para hacerlo, porque me importan muchísimo». El lunes 3 de junio se integró al programa de farándula Secreto a voces como opinóloga y en modo de reemplazo de la panelista Pamela Le Roy. Por su incorporación, comentó: «Estoy súper dispuesta a divertirme, a pasarlo bien con los panelistas,  a que se haga un programa entretenido como lo vienen haciendo. Debo sumarme al espacio, con energía y también plantearé mi punto de vista en los momentos que me consideren opinar. Mis puntos de vistas son bastantes blancos. Así que voy a seguir siendo la misma persona y opinaré de la misma manera que lo he hecho anteriormente». Semanas después abandona el espacio, por la llegada de la opinóloga Pamela Le Roy. Durante el mismo mes hizo un cameo en el video musical «El dueño» del cantante chileno Luis Jara, el que fue estrenado el 17 de julio durante un show privado en un restaurante y subido a Youtube al día siguiente.
El 4 de agosto lanzó la canción «Te voy amar». Ésta incluye la colaboración del cantante de Hip-Hop Tim Jones. El 15 de septiembre subió a YouTube el video musical estuvo dirigido por Roy, quién además la produjo. El sábado 1 de febrero de 2014 se integró como conductora del webshow perteneciente al backstage del Festival Viva Dichato y trasmitido a través de la señal por internet de Mega. El 24 de mayo se integra como panelista al programa de televisión, Súper Bueno, del canal Vía X.
Para continuar presente en el ámbito musical mientras se continuaban las grabaciones de su tercer álbum, Catalina lanzó un video musical para «Baby», el que fue visualizado el 4 de junio a través de una presentación especial en Backstage Patio Bellavista y subido a Youtube durante el mismo día. Una nueva canción llamada «Fiesta en la ciudad», fue liberada el 4 de junio a través de Youtube. Luego de realizar diferentes presentaciones en discotecas de Chile, Catalina confirmó a un sitio web, que su tercer álbum saldrá a fines de 2014, previo a ello, lanzará un nuevo sencillo llamado «Baila». El 29 de enero de 2015, lanza el video musical «Bajo el mismo Sol», junto al cantante Cristóbal Parada, para promocionar la marca Pronto Copec. Durante una entrevista con la emisora radial DivineFM, confirmó que su álbum será lanzado durante marzo-abril de 2015, agregando que aún faltan dos canciones por terminar. Pese a las declaraciones y los sencillos publicados durante los años de grabación, Déjate llevar se lanzó como EP el 8 de noviembre de 2017 de manera independiente a través de sus plataformas digitales.

## Vida personal
Catalina realizó sus estudios básicos en la Escuela Palestina de La Reina. Terminada su enseñanza básica ingresó a al Liceo Alexander Fleming y aunque terminó su enseñanza media en el Liceo Eugenio María de Hostos. Fue en el liceo donde sintió un llamado al baile, el canto y la actuación, pero sus padres esperaban que estudiara una carrera tradicional. Finalmente, a los 18 años de edad, egresada del liceo, rindió la Prueba de Aptitud Académica, y aunque sus padres querían que estudiara algo como ingeniería en computación, Catalina decidió no entrar a la Universidad y empezar a trabajar. Más tarde estudia locución y animación en la Escuela de locutores de Chile, intérprete en canto en la Academia de Luis Jara.

## Filmografía

### Programas de televisión
| Año       | Programa                    | Rol                                       | Canal       |
| --------- | --------------------------- | ----------------------------------------- | ----------- |
| 2002-2003 | Mekano                      | Participante/Integrante del "Team Mekano" | Mega        |
| 2004-2006 | Zoolo TV                    | Conductora                                | Mega        |
| 2004      | Cuento Contigo              | Conductora                                | Mega        |
| 2005-2006 | Entretemundo                | Conductora                                | Mega        |
| 2007      | El baile en TVN             | Participante                              | TVN         |
| 2007-2011 | Yingo                       | Conductora                                | Chilevisión |
| 2008      | Sin vergüenza               | Conductora                                | Chilevisión |
| 2008      | Teatro en Chilevisión       | Ella misma                                | Chilevisión |
| 2009      | Festival del Huaso de Olmué | Presentadora                              | Chilevisión |
| 2011      | Fiebre de baile 4           | Concursante                               | Chilevisión |
| 2011      | Festival de Viña del Mar    | Conductora backstage                      | Chilevisión |
| 2012      | Tu cara me suena            | Concursante                               | Mega        |
| 2013      | SaV                         | Panelista                                 | Mega        |
| 2014      | Festival Viva Dichato       | Conductora webshow                        | Mega        |
| 2018      | La divina comida            | Participante                              | Chilevisión |
| 2018      | Pasapalabra                 | Participante                              | Chilevisión |
| 2019      | Pasapalabra                 | Participante                              | Chilevisión |
| 2020      | Pasapalabra                 | Participante                              | Chilevisión |
| 2020      | Juego contra fuego          | Juez                                      | Canal 13    |
| 2020      | Gente de la tierra          | Ella misma                                | TVN         |
| 2021      | The covers                  | Participante                              | Mega        |
| 2022      | ¡Qué dice Chile! Celebrity  | Participante                              | Canal 13    |
| 2022      | Aquí se baila               | Participante                              | Canal 13    |

### Series
| Año       | Teleserie                | Personaje                        | Canal       |
| --------- | ------------------------ | -------------------------------- | ----------- |
| 2003      | Amores urbanos           | Isidora                          | Mega        |
| 2004-2005 | BKN                      | Rocio Valtierra                  | Mega        |
| 2004      | Profesionales            | Lara (Actriz invitada)           | Mega        |
| 2005-2006 | Magi-K                   | Isidora "Isi"                    | Mega        |
| 2007      | Casado con hijos (Chile) | Actriz invitada en dos capítulos | Mega        |
| 2010      | Don Diablo               | Blanca "Blanquita"               | Chilevisión |
| 2011      | Vampiras                 | Tábata Romanov                   | Chilevisión |

### Obras de teatro
| Año       | Obra                    | Personaje  | Ref.   |
| --------- | ----------------------- | ---------- | ------ |
| 2007-2016 | La Cenicienta           | Cenicienta | [ 36 ] |
| 2013-2015 | La bella y la bestia    | Bella      | [ 37 ] |
| 2015      | Regresarás, el musical  | Ella misma | [ 38 ] |
| 2016      | El collar de las Momias | Lila       | [ 39 ] |

## Discografía
- 2006: Eclipse
- 2009: Kata
- 2017: Déjate llevar

## Giras
- 2012: Catalina Palacios Tour 2012

## Premios y reconocimientos
| Año  | Premio             | Categoría                      | Trabajo nominado | Resultado |
| ---- | ------------------ | ------------------------------ | ---------------- | --------- |
| 2008 | TV Grama           | Mejor animadora juvenil        | Ella misma       | Ganadora  |
| 2008 | TV Grama           | Mejor programa juvenil         | Yingo            | Ganadora  |
| 2010 | Los 40 Principales | Mejor grupo o solista de Chile | Ella misma       | Nominada  |